# بيت مهدم (بني مطر)

تعديل مصدري - تعديل

بيت مهدم هي إحدى قرى عزلة الثلث بمديرية بني مطر التابعة لمحافظة صنعاء، بلغ تعداد سكانها 336 نسمة حسب تعداد اليمن لعام 2004.